# Канал Днепр — Донбасс
Канал Днепр — Донбасс (укр. Канал Дніпро — Донбас) — искусственный канал, соединяющий крупнейшие реки Украины Днепр и Северский Донец.

## История
Индустриализация в конце XIX — начале XX веков истощила запасы пресной воды на востоке Украины. Северский Донец, главная река восточной Украины, к семидесятым годам XX века уже едва мог обеспечить потребности промышленности, оросительных систем и населения. Ситуация усугубилась, когда был сооружен канал Северский Донец — Донбасс для снабжения водой Донецкой области, который был спроектирован выбирать из Северского Донца до 43 м³/сек, то есть почти половину его годового стока в месте ответвления. Поэтому в 1969 году было начато строительство канала Днепр — Донбасс для переброски воды из Днепра в Северский Донец. Изначально было запланировано 2 очереди общей протяжённостью 550 км: 1-я до Северского Донца, 2-я прямо до Донецкой области дополнительно к каналу Северский Донец — Донбасс. Однако удалось завершить только первую очередь канала, которая начала функционировать в апреле 1982 года. Вторая очередь была выполнена на 80 %, строительство прекращено в 1997 году из-за отсутствия финансирования со стороны областных властей.

## Описание
Канал Днепр — Донбасс начинается в Каменском водохранилище на Днепре. Канал трапецеидальной формы с шириной дна около 10 метров, шириной поверхности от 30 до 60 метров и глубиной 4—5 метров. Канал дюкером проходит под рекой Орель, идет по Днепропетровской области, затем входит в Харьковскую область, где соединяется с Орельским водохранилищем и с Краснопавловским водохранилищем, которые были построены для обеспечения бесперебойной работы канала в случае аварии. Общая длина этого участка канала 194 км, общий подъём, обеспечиваемый насосными станциями 63 метра. Далее канал идет самотеком по Харьковской области и, частично используя русло рек Бритай и Берека, достигает Северского Донца. Канал рассчитан на большой водоток до 120—125 м³/сек, однако фактически использовался максимум на 30 % своих возможностей. В 1991 году использование составило 41 м³/сек, а в 2000 всего 10 м³/сек, причём канал не эксплуатируется в зимнее время.
Небольшой участок около 50 метров находится на территории Нехворощанской сельской общины Полтавской области.
Питает Царичанскую оросительную систему.

## Водовод в Харьков
После строительства канала Краснопавловское водохранилище было соединено с Харьковом 142-километровым водоводом общей пропускной способностью 8,6 м³/сек, для дополнительного водоснабжения городов Первомайский и Харьков в летнее время года, а также соединено с городом Лозовая 30-километровым водоводом.
Было проложено две нитки: первая в 1978—1979 годах диаметром 900 мм, вторая в 1982—1983 диаметром 1420 мм.